# Expo 2012
Expo 2012 (2012 여수세계박람회) je specializované světová výstava, která se konala od    12. května do 12. srpna 2012 ve městě Josu v Jižní Koreji. Její téma znělo „The Living Ocean and Coast“ (Živý oceán a pobřeží) a mělo tři hlavní dílčí témata Ochrana a udržitelný rozvoj oceánů a pobřeží, Technologie nových zdrojů a Kreativní mořské činnosti. Česká republika se vzhledem k tématu Expa nezúčastnila.
Oceány a pobřeží společně tvoří síť, která ovlivňuje globální životní prostředí má mimořádný vliv na zdraví planety a tím i na společný osud všech lidí a národů na celém světě. Dnes jsou však tito dva klíčoví aktéři ekosystému stále více ohroženi, neustálý rozvoj pobřeží, nadměrné využívání mořských zdrojů a znečištění vyvíjejí obrovský tlak na křehkou rovnováhu, která řídí jejich fungování. Výstava se proto zabývala úlohou oceánu a pobřeží jako zdroje života a regulátora ekosystému.
Expo 2012 stanovilo plán rozvoje, který by nejlépe reagoval na potřeby 21. století. Udržitelný rozvoj moří dnes není volbou, ale nutností, protože přežití lidstva je úzce spjato se zdravím oceánů a pobřeží.

## Město Josu

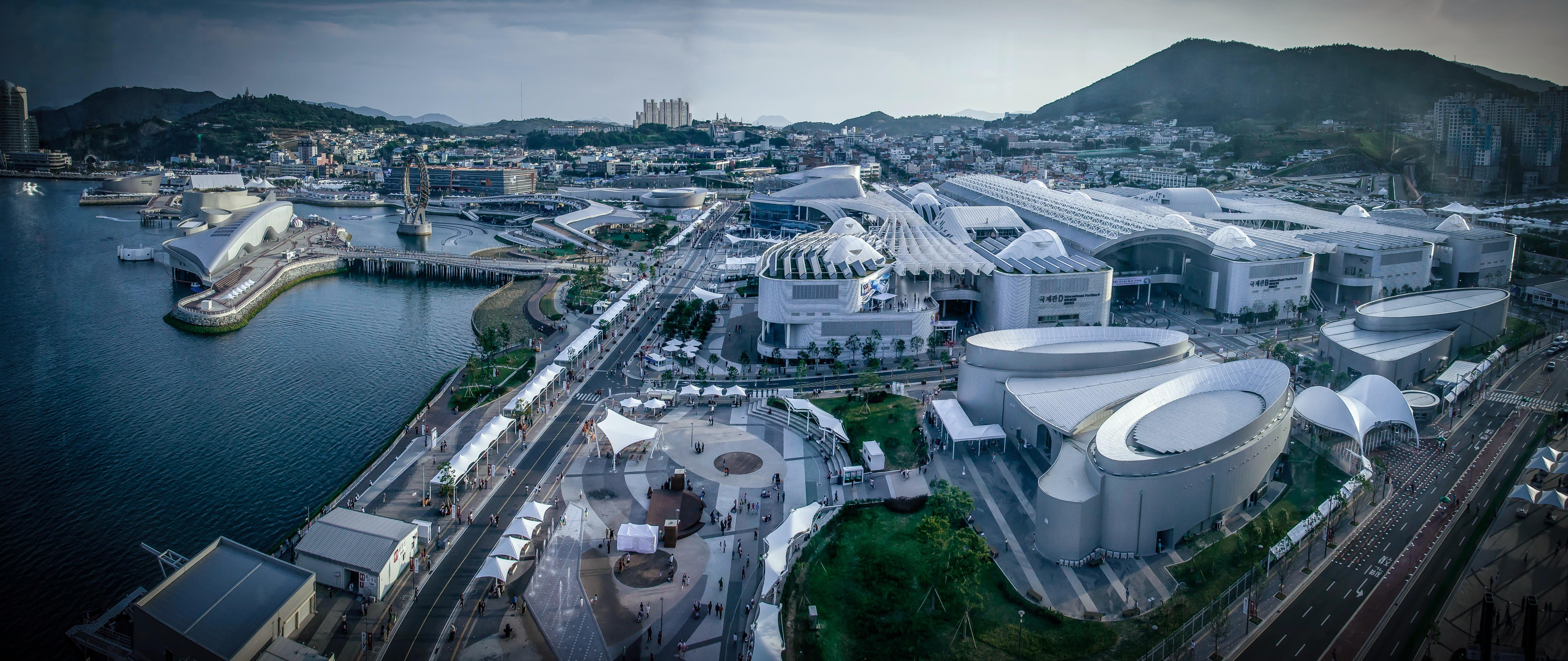
Panoramický pohled na výstavu Expo 2012 v Josu

Město se nachází na jižním pobřeží Korejského poloostrova a bylo historickým centrem námořní dopravy, které spojovalo Čínu, Korejský poloostrov a Japonsko. Josu je jedním z předních průmyslových měst na jižním pobřeží země a nabízí obrovskou rozmanitost mořských živočišných druhů ve východoasijské oblasti.

## Deklarace z Josu
Mezinárodní komise složená z odborníků v oblasti oceánů a udržitelnosti mořského prostředí vypracovala Deklaraci z Josu s cílem podpořit význam udržitelnosti oceánů a pobřeží. Deklarace poskytla světu novou vizi „zeleného růstu   z moře“ a vyzvala všechny vlády a občanskou společnost ke spolupráci při dosahování společných cílů pro blaho oceánů.